# Lesueuria vitrea
Lesueuria vitrea är en kammanetart som beskrevs av Milne Edwards 1841. Lesueuria vitrea ingår i släktet Lesueuria och familjen Bolinopsidae. Inga underarter finns listade i Catalogue of Life.